# 8½
8½ [ˈɔtto e ˈmɛddzo] (bra: Oito e Meio; prt: Fellini 8 1/2) é um filme italiano de 1963, do gênero comédia dramática, dirigido por Federico Fellini.
Com roteiro co-escrito por Ennio Flaiano, Tullio Pinelli e Brunello Rondi, estrela Marcello Mastroianni no papel de Guido Anselmi, um diretor de cinema italiano que sofre de um bloqueio criativo enquanto tenta dirigir seu próximo filme. Filmado em preto e branco pelo fotógrafo Gianni Di Venanzo , conta com trilha musical assinada pelo compositor Nino Rota e figurino e design de set por Piero Gherardi.
O título do filme é uma referência à carreira do próprio diretor, que até então já havia dirigido seis longa-metragens, dois episódios de filme e havia codirigido um longa-metragem.
Oito e Meio ganhou o Oscar de melhor filme de língua estrangeira e de melhor figurino (em preto e branco). O filme foi sétimo colocado na lista da BBC de 2018 dos 100 maiores filmes de língua estrangeira votados por 209 críticos de cinema de 43 países.

## Sinopse
Guildo Anselmi é um famoso cineasta italiano que está em crise. Ele sofre com um bloqueio artístico durante a produção de seu próximo filme. Após um estranho pesadelo, Guido segue as recomendações de um médico e se interna em uma terma para buscar tratamento e inspiração. Contudo, mesmo ali não consegue paz.
Sua equipe de filmagem e os atores de seu filme juntam-se a ele no hotel e o assombram com perguntas sobre a obra. Além deles, outras figuras conhecidas frequentam o lugar ou vêm a sua procura, como sua amante Carla, sua esposa Luísa, amigos e críticos de cinema.
Atormentado por sua vida real e sem encontrar uma solução para seu filme, Guido mergulha cada vez mais em memórias de sua infância e suas próprias fantasias.

## Produção
Em outubro de 1960, por meio de uma carta para Brunello Rondi, Fellini introduziu as ideias iniciais que tinha para o filme, sobre um homem encarando um bloqueio criativo que precisa interromper sua rotina por duas semanas por conta de uma doença não muito séria. Nesse ponto, o roteiro não passava de uma série de fragmentos, uma história sem início ou fim, um protagonista sem profissão, um filme sem título definido – sendo primeiramente chamado de “La Bella Confusione” (“A Bela Confusão”, traduzido literalmente) por Ennio Flaiano. Posteriormente, o título proposto por Flaiano foi recusado, e ficou definido como 8½, um título que faz referência a quantos filmes Fellini tinha dirigido até então.
Apesar de um roteiro ainda vago, Fellini determinou no início de 1962 que o processo de escrita tinha avançado até quanto podia, e decidiu que precisava começar a testar os atores, escolher locações e “ir buscar o filme”, na esperança de resolver sua confusão. Seu produtor executivo, Clemente Fracassi, se ocupou com contratos, datas, construção do set e com a busca pela locação do spa – o local principal do filme. O diretor começou a testar atores no início de 1962 e marcou o início das gravações para o dia 1 de Abril daquele ano, mas essa data acabou sendo adiada múltiplas vezes, já que Fellini continuava incerto sobre seu filme.
Enquanto seus colaboradores confiavam nele e acreditavam que o mistério acerca da história não passava de uma “jogada de marketing”, Fellini se sentia cada vez mais angustiado quanto ao projeto que permanecia com um protagonista sem profissão definida.

Em meio a essa crise, em seu escritório na Cinecittà, o diretor começou a escrever uma carta para seu produtor Angelo Rizzoli dizendo que teria que abandonar o filme. Mas, interrompido pelo seu chefe de equipe, Fellini deixou a carta de lado e foi até o set onde estava sendo comemorado o aniversário de um dos carpinteiros do projeto. Ao ter um brinde da equipe em sua homenagem, Fellini conta: 
Me senti sobrecarregado de vergonha. Me senti um capitão que abandona sua equipe. Eu não queria voltar a meu escritório onde minha carta escrita pela metade me esperava [...]. Eu disse a mim mesmo que estava em uma situação sem saída. Eu era um diretor que queria fazer um filme do qual ele não se lembrava mais. E eis que, naquele exato momento, tudo se encaixou. Eu fui ao coração do filme. Eu narraria tudo aquilo que estava acontecendo comigo. Eu faria um filme contando a história de um diretor que não sabia mais que filme ele queria fazer.
As filmagens iniciaram em 9 de Maio de 1962, com um roteiro que se diferenciava do usual, já que não continha direções para movimentos de câmera ou descrições de planos individuais. Nunca havia mais de duas cópias do roteiro no set, e os atores não tinham acesso a elas – suas falas eram entregues em uma folha de papel, frequentemente apenas meia hora antes de começar as gravações. Esses aspectos se relacionam com o estilo de direção de Fellini, que valorizava o improviso, como conta a atriz Claudia Cardinale sobre a produção de 8½: 

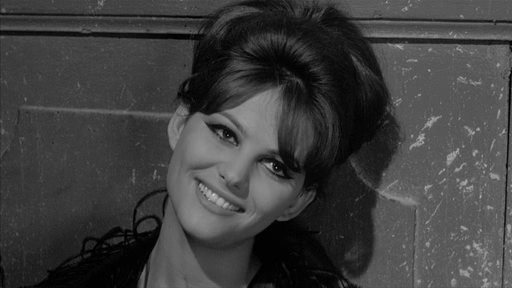
A atriz tunisiana Claudia Cardinale em cena da produção do filme.

Com Fellini você não tem um roteiro – é tudo improviso. [...] O set era como um circo, pessoas gritando no telefone. Ele não conseguia gravar sem barulho. 
O barulho no set era permitido já que, assim como a maioria dos filmes italianos da época, 8½ foi inteiramente dublado na pós-produção. Esse aspecto possibilitava que as falas fossem escritas mais tarde, de forma que os atores frequentemente diziam falas aleatórias durante as filmagens. O filme também marcou a primeira vez em que Claudia Cardinale pode dublar suas próprias falas, já que até então sua voz e seu italiano com sotaque tunisiano eram considerados indesejáveis.
As filmagens acabaram em 14 de Outubro de 1962. Esse foi o último filme de Fellini em preto e branco.

## Recepção Crítica e de bilheteria
O filme gerou controvérsia. O tom enigmático gerou diversas análises em várias partes do mundo. Esse apelo do filme tem base no caráter metalinguístico presente em sua estética. A existência da crítica incorporada como um personagem na obra também foi grande motivo de debate na época.
A subjetividade,que vinha crescendo ao longo das obras de Fellini, ganha um outro degrau ao operar como um elemento central de 8½. Isso foi muito ressaltado pela crítica da época, que pontuou, entre outros fatores, o caráter autobiográfico materializado no paralelo entre Guido e Fellini.
Se por uma parte da crítica o filme simbolizava uma simples viagem através da subjetividade do autor da obra, para outra parcela a modernidade, a clareza na narrativa e a abordagem irônica  a respeito do diretor, conferiam sua força fílmica e ganhavam destaque na história do cinema.
Na França, boa parte das análises ressaltou o papel do crítico como porta-voz da subjetividade de Guido. Para Jean Collet, por exemplo, a presença do crítico na obra dificulta a tarefa de analisar o filme, principalmente no que diz respeito a cumplicidade ao universo pequeno burguês apontada por Daumier.
Boa parte do público tachou o filme como incompreensível e em muitos cinemas na Itália os espectadores tentaram agredir o projecionista, achando que o mesmo tinha deteriorado as cópias em um determinado ponto do filme. O filme foi bem na crítica e no público, talvez justamente porque seu lançamento foi marcado por diversos debates e polêmicas.
Já Giovanni Grazzini, em uma crítica para o Corriere della Sera, pontua que a beleza do filme está presente na confusão, no meandro entre o erro e a verdade, o objetivo e o sonho nos valores morais e de estilo, além de estar presente também na unidade entre a linguagem cinematográfica que Fellini empregou no filme e a viagem através da subjetividade de Guido. Para ele, é impossível distinguir a figura de Fellini, que paira sobre o filme, da personagem de Guido e, dessa forma, os problemas de Fellini coincidem com as indagações espirituais de Guido. Ele ressalta ainda que a osmose entre arte e vida é tão brilhante que seria difícil de ser replicada. A genialidade de Fellini reluz em tudo que a câmera filma e em todos os detalhes há um significado preciso para o entendimento do palco que é 8½.
Na revista Bianco e Nero, Mario Verdone observou que a obra é uma improvisação incrível e constrói uma metáfora, dizendo que o que Fellini criou no filme foi semelhante a uma série de acrobacias realizadas por um equilibrista bem em cima do público e que sempre no momento em que ele aparenta cair, se safa com uma cambalhota, gerando o aplauso da plateia.
No Brasil, Roberto Schwarz, discute o fator de não-autor presente no filme e ousou ao evidenciar a ironia e crítica de Fellini sobre a indústria do entretenimento presente ao longo de toda a sua filmografia.
Em sua análise, Gilda De Mello e Souza discorre sobre a forma inovadora de falar da crise do autor e ressalta o contraste do que ela chama de "planos horizontais" – relativos ao sonho, a memória e o imaginário, e o que denomina "planos verticais", que condizem a realidade. A autora salienta que  Fellini dá um passo adiante em relação ao neorrealismo no que diz respeito à representação do espaço e do tempo através da subjetividade da personagem de Guido.
Já Luís Renato Martins escreve sobre a política dos autores, muito debatida pelos pensadores da revista Cahiers du Cinema, e conclui que Fellini é um símbolo dessa expressão: um autor por excelência. Ele relata, ainda, como  8½  se transforma em um "paradigma da perspectiva autoral, eclipsando seu projeto crítico, para a contrariedade do realizador".

## Elenco
| Ator/Atriz              | Papel                                        |
| ----------------------- | -------------------------------------------- |
| Marcello Mastroianni    | Guido Anselmi, diretor italiano              |
| Anouk Aimée             | Luisa Anselmi, esposa de Guido               |
| Sandra Milo             | Carla, amante de Guido                       |
| Rossella Falk           | Rossella, melhor amiga de Luisa              |
| Eddra Gale              | La Saraghina                                 |
| Claudia Cardinale       | Claudia, uma estrela de cinema               |
| Jean Rougeul            | Carini Daumier, um crítico de cinema         |
| Mario Pisu              | Mario Mezzabotta, um amigo de Guido          |
| Barbara Steele          | Gloria Morin, a nova namorada de Mezzabotta  |
| Madeleine LeBeau        | Madeleine, a atriz francesa                  |
| Guido Alberti           | Pace, o produtor do filme                    |
| Mario Conocchia         | Conocchia, o assistente de produção de Guido |
| Bruno Agostini          | o diretor de produção                        |
| Cesarino Miceli Picardi | Cesarino, o supervisor de produção           |
| Eugene Walter           | jornalista americano                         |
| Mary Indovino           | Maya, a vidente                              |
| Ian Dallas              | Maurice, o mágico assistente de Maya         |
| Giuditta Rissone        | a mãe de Guido                               |
| Annibale Ninchi         | pai de Guido                                 |
| Caterina Boratto        | mulher misteriosa no hotel                   |